# Skyggen (film fra 1971)
 For alternative betydninger, se Skyggen. (Se også artikler, som begynder med Skyggen)
Skyggen (russisk: Тень, translit.: Ten) er en sovjetisk spillefilm fra 1971 instrueret af Nadesjda Kosjeverova.
Filmen er en fimatisering af H.C. Andersens eventyr Skyggen. 

## Medvirkende
- Oleg Dal som Khristian-Teodor
- Konstantin Adasjevskij
- Vladimir Etusj som Pietro
- Sergej Filippov
- Zinovij Gerdt